# Estación de Neyruz
La estación de Neyruz es una estación ferroviaria de la comuna suiza de Neyruz, en el Cantón de Friburgo.

## Historia y situación
La estación de Neyruz fue inaugurada en el año 1862 con la puesta en servicio del tramo Lausana - Friburgo de la línea Lausana - Berna.
Se encuentra ubicada en el centro del núcleo urbano de Neyruz. Cuenta con dos andenes laterales a los que acceden dos vías pasantes.
En términos ferroviarios, la estación se sitúa en la línea Lausana - Berna. Sus dependencias ferroviarias colaterales son la estación de Cottens hacia Lausana y la estación de Rosé en dirección Berna.

## Servicios ferroviarios
Los servicios ferroviarios de esta estación están prestados por SBB-CFF-FFS:

### Regionales
- R Romont - Friburgo - Payerne - Yverdon-les-Bains. Trenes cada hora entre Romont e Yverdon-les-Bains, parando en todas las estaciones del trayecto. Trenes cada hora entre Romont y Friburgo, parando en todas las estaciones, por lo que en el tramo Romont - Friburgo hay un tren cada media hora.